# 特別引出権
特別引出権（とくべつひきだしけん、英: Special Drawing Rights, SDR）とは、国際通貨基金（IMF）が加盟国の準備資産を補完する手段として、1969年に創設した国際準備資産、及びその単位である。ISO 4217における通貨コードはXDR。

## 概説
SDRは、1969年に発効した国際通貨基金第一次協定改正によって創設された。創設の背景としては、1960年代にアメリカ合衆国の経常収支が赤字化する中で、当時の二大公的準備資産であった金と米ドルの国際的供給は、世界貿易の拡大及び当時発生しつつあった金融フローを支えるには、不十分であるとの問題意識から、特定の一国の通貨価値に依存しない新たな準備資産としての役割が期待されていた。SDRはIMFによって創出され、出資割合に比例して加盟国に配分される。
SDR配分を受けた国は、いつでもIMFの仲介を受けて、自身の保有SDRと引き換えに他の加盟国の保有する自由利用可能通貨（IMFが定める。現在はドル・ユーロ・人民元・円・ポンド）を引き出すことができる。
また、IMFへの出資やIMFによる貸し出しは、基本的にSDR建てで行われるほか、世界銀行がSDR建での債券発行を行っている。ただし、SDRの保有はIMF加盟国等の公的主体に限定され、民間取引においては使用されない。
SDRの価値は、自由利用可能通貨の加重平均によって計算され、日々更新される（加重平均の比重・自由利用可能通貨の選定は、5年に一度見直しされる）。

## 価値

### 計算方法
SDR構成通貨とSDR価値の計算方法は5年に一度見直しが行われており、直近は2022年に見直しが行われ、現在のSDRの価値は0.57813米ドルと0.37379ユーロと1.0993人民元と13.452日本円と0.080870イギリスポンドの和である。

### 経緯
SDR創設当初は当時の1ドルと同じ基準を採用し1SDR=金0.888671グラムと定められたが1973年の変動相場制移行を受け、1974年には標準バスケット方式と呼ばれる方式を採用した。これは世界貿易において1パーセント以上のシェアを持つ16通貨を元にSDR価格を評価する方式。1974年7月から1980年12月までは16通貨のバスケットであった。1980年にはバスケットの構成通貨を5通貨（アメリカドル、ドイツマルク、フランスフラン、日本円、イギリスポンド）に変更した。2000年にはドイツマルク・フランスフランがユーロに置き換えられ、原則5年毎に構成通貨の見直しを行うことが定められた。
2015年の見直しの年に向け、中華人民共和国は通貨バスケットへの人民元の採用を求めていた。構成通貨入りには、
1. その通貨を持つ国や地域の過去5年間の輸出額が大きく
2. IMFが定める「自由利用可能通貨」[注釈 1]

に該当することとの2つの判断基準を満たす必要がある。2010年の見直し時には、中国はすでに輸出額の基準は満たしていたが、「自由利用可能通貨」と認定されるための条件を満たさないとされ、採用を見送られていた。2015年の見直しに向けて中国は預金金利の上限規制を撤廃すると発表するなど改革姿勢をアピールし、首脳外交でも各国に人民元のSDR入りを支持するよう呼びかけた。2010年以降の人民元の国際的な利用拡大を受け、2015年11月30日に開かれたIMF理事会で2016年10月1日から人民元のSDR構成通貨入りが決定された。なお、2016年8月31日に世界銀行は30年ぶりとなるSDR建て債券を中国で発行し、同年10月14日にはスタンダードチャータード銀行は商業銀行では初のSDR債を中国で発行した。国家開発銀行、中国人民銀行なども中国でのSDR建て債券発行を検討している。
| 期間        | アメリカドル      | ドイツマルク      | フランスフラン   | 日本円          | イギリスポンド    |
| ----------- | ----------------- | ----------------- | ---------------- | --------------- | ----------------- |
| 1981 - 1985 | 0.540（42%）      | 0.460（19%）      | 0.740（13%）     | 34.0（13%）     | 0.0710（13%）     |
| 1986 - 1990 | 0.452（42%）      | 0.527（19%）      | 1.020（12%）     | 33.4（15%）     | 0.0893（12%）     |
| 1991 - 1995 | 0.572（40%）      | 0.453（21%）      | 0.800（11%）     | 31.8（17%）     | 0.0812（11%）     |
| 1996 - 1998 | 0.582（39%）      | 0.446（21%）      | 0.813（11%）     | 27.2（18%）     | 0.1050（11%）     |
| 期間        | アメリカドル      | ユーロ            | ユーロ           | 日本円          | イギリスポンド    |
| 1999 - 2000 | 0.5820（39%）     | 0.2280（21%）     | 0.1239（11%）    | 27.2（18%）     | 0.1050（11%）     |
| 1999 - 2000 | 0.5820（39%）     | =0.3519（32%）    |                  | 27.2（18%）     | 0.1050（11%）     |
| 2001 - 2005 | 0.5770（44%）     | 0.4260（31%）     | 0.4260（31%）    | 21.0（14%）     | 0.0984（11%）     |
| 2006 - 2010 | 0.6320（44%）     | 0.4100（34%）     | 0.4100（34%）    | 18.4（11%）     | 0.0903（11%）     |
| 2011 - 2016 | 0.6600（41.9%）   | 0.4230（37.4%）   | 0.4230（37.4%）  | 12.1000（9.4%） | 0.1110（11.3%）   |
| 期間        | アメリカドル      | ユーロ            | 人民元           | 日本円          | イギリスポンド    |
| 2016 - 2022 | 0.58252（41.73%） | 0.38671（30.93%） | 1.0174（10.92%） | 11.900（8.33%） | 0.085946（8.09%） |
| 2022 - 2027 | 0.57813（43.38%） | 0.37379（29.31%） | 1.0993（12.28%） | 13.452（7.59%） | 0.080870（7.44%） |

## 公的準備資産としてのSDR
前述のとおり、SDRは米ドルに代わる公的準備資産となることを目的に創設されたが、2016年現在、SDRが世界の外貨準備全体に占める割合は3%を下回っている。2009年3月には、中国人民銀行総裁の周小川が、公的準備資産としてのSDRの使用拡大を提案して国際的な議論を巻き起こすなど、SDRの活用に向けた議論は行われているものの、2020年時点で大きな進展はない。

## SDR金利
SDRを構成する通貨量に基づき、IMF関連の取引において用いられるSDR金利も決定される。SDR金利はSDRバスケットの構成通貨国・地域の、短期市場における代表的な短期債務証券の金利の加重平均を基に毎週決定される。IMFからの借り入れを行う加盟国に課す金利や、通常の（非譲許的な）IMF融資で使う加盟国の資金の利用に対し加盟国に払われる金利の計算の基礎になる。また、各国が保有するSDRに対してIMFから支払われる金利、またSDR配分の際に課される金利にも使用される。